# Alectryon subdentatus
Alectryon subdentatus är en kinesträdsväxtart som först beskrevs av George Bentham, och fick sitt nu gällande namn av Ludwig Radlkofer. Alectryon subdentatus ingår i släktet Alectryon och familjen kinesträdsväxter. Utöver nominatformen finns också underarten A. s. pseudostipularis.